# Prunus crassifolia
Prunus crassifolia — вид квіткових рослин з родини трояндових (Rosaceae). Ареал охоплює такі країни: Демократична Республіка Конго.

## Середовище
Росте в гірських лісах на висоті від 2800 до 3250 метрів.

## Морфологічна характеристика
Це дерево 5 до 7(18) м заввишки.